# Coscinia punctigera
Coscinia punctigera là một loài bướm đêm thuộc phân họ Arctiinae, họ Erebidae.